# Нововоскресенский
Нововоскресенский — хутор в Новокубанском районе Краснодарского края.
Входит в состав Бесскорбненского сельского поселения.

## География

### Улицы
- ул. Лесная,
- ул. Речная,
- ул. Цветочная.

## Население
| 2002 | 2010 | 2021 |
| ---- | ---- | ---- |
| 120  | ↘29  | ↘18  |